# Wilhelmina (strokartonfabriek)
De Wilhelmina was een strokartonfabriek in Oude Pekela in de provincie Groningen.

## Voorgeschiedenis
In begin 1896 was er in Nieuwe Pekela sprake van dat misschien ook in deze plaats, evenals in de buurgemeente Oude Pekela al een aantal keren het geval was geweest, een strokartonfabriek zou worden opgericht. Men had al een plaats waar deze fabriek gebouwd zou worden op het oog, namelijk op de hoek van het Pekelderdiep en het zogenaamde Heerendiep, tegenover de tramweg naar Veendam. Maar de plannen wijzigden zich. Aan het eind van dat jaar werd in door een vennootschap in Oude Pekela van de landbouwer W. Bruining aldaar twee bunders land gekocht om een vijfde strokartonfabriek in die plaats op te richten. Door de aankoop van dit land werd van verdere onderhandelingen over grond in Nieuwe Pekela afgezien. Bovendien was de geografische ligging van de te bouwen fabriek in Oude Pekela gering ten opzichte van de beoogde bouwplaats in Nieuwe Pekela.

## De oprichting van de fabriek
Al in maart 1896 werd bekend dat de oprichting van de nieuwe kartonfabriek doorging. Door de naamloze vennootschap werd tot directeur benoemd de houthandelaar Willem Jan Pott uit Oude Pekela en tot adjunct-directeur A.W. Nanninga uit Nieuwe Pekela. Het benodigd maatschappelijk kapitaal was reeds aanwezig. Nog dezelfde maand vroeg Pott voornoemd vergunning aan bij het college van burgemeester en wethouders van Oude Pekela om een stoomstrokartonfabriek op te richten op de door hem aangekochte percelen, kadastraal bekend gemeente Oude Pekela, sectie D, nummers 697 en 1197. De vergunning van B&W werd vlot, onder enige voorwaarden verleend. De fabriek zou de naam krijgen van “Wilhelmina”.
In de laatste week van september 1896 werden drie grote stoomketels en twee stoommachines, vervaardigd door de firma D.H. Landeweer uit Hoogezand, bij de nieuwe strokartonfabriek afgeleverd. In begin november van dat jaar werd de fabriek voorzien van elektrische verlichting waarna de nieuwe fabriek rond 20 november van dat jaar in werking werd gesteld.

## Voor- en tegenspoed
Al in 1897 verzocht de stoomtramwegmaatschappij “Oldambt-Pekela” om een aansluiting te mogen maken aan de fabriek, welk verzoek later in dat jaar nog eens werd herhaald door directeur Pott. In 1899 werd het college van B&W van Oude Pekela verzocht toe te staan dat de fabriek mocht worden uitgebreid.
Op 13 november 1906 ontstond er brand in de reusachtige voorraad stro, men spreekt van ongeveer twee miljoen kilogram, achter de fabriek. Er werden maar liefst zet spuiten in werking gesteld om de brand te blussen en de nabijgelegen fabriek en enige huizen te beschermen. Dankzij de gunstige windrichting konden deze gebouwen behouden blijven.
In 1907 deed zich een ernstig incident voor. In de op 27 juni te Groningen gehouden vergadering van aandeelhouders van de fabriek werd directeur Pott op staande voet ontslagen en onmiddellijk vervangen door Albert Vloo, tot dat moment directeur-boekhouder van de aardappelmeelfabriek “Hollandia” te Buinermond. Wat was er aan hand? Tijdens de vergadering bleek dat er een tekort bij de “Wilhelmina” bestond van 200.000 gulden. Waarschijnlijk was Pott toen al per auto uitgeweken naar Duitsland. De “Wilhelmina” was op dat moment van de acht strokartonfabriek die Oude Pekela rijk was, een van de kleinste. Er werkten zo’n 70 arbeiders.
In 1909 werd bij de fabriek een grote loods van ongeveer 50 meter lengte en 10 meter breedte bijgebouwd. Een jaar later stortte een gedeelte van de fabriek in.
In september 1912 nam de “Wilhelmina”een nieuwe hakselmachine in gebruik, de eerste in deze fabrieksplaats, gemaakt door de heer Nijblad uit Papenburg. Deze machine werkte slechts met twee mannen, alleen overdag, terwijl vroeger voor hetzelfde werk, drie mannen daags en drie mannen ‘s nachts nodig waren. De nieuwe machine kon ongeveer 150 pakken stro verwerken.
In 1910 verzocht het waterschap “De Groote Polder” om maatregelen te nemen tegen de fabriek inzake ondiepten die bij de fabriek waren ontstaan in het water door afvalwater. Ook een klacht van een burger inzake de waterverontreiniging door de fabriek liet niet lang op zich wachten.
De fabriek had in 1914 een weekcapaciteit van 110 ton karton.

## Het einde van de fabriek
In 1917 werd de fabriek wegens slapte in de verkoop stopgezet. 35 arbeiders kregen ontslag.
Een paar jaar later, in de zomer van 1921, werd de fabriek opnieuw stopgezet en kregen alle personeelsleden ontslag.
In december van dat jaar kreeg of nam ook directeur Albert Vloo ontslag. De archieven zijn daar niet geheel duidelijk in. Feit is echter wel dat de heer J. Drenth als directeur werd benoemd.
In november 1923 vond de veiling plaats van de machines en de afbraak van de fabrieksgebouwen van de fabriek. Het jaar daarop kochten de Gebr. J. en R. Drenth de voormalige fabriek van de sloper N.V, Simon’s IJzer en Metaalhandel te Hoogezand. Even dacht men in Oude Pekela dat genoemde fabriek weleens weer in exploitatie kon worden gebracht. Maar het zijn bij gedachten gebleven. In de jaren daarna veranderde de voormalige fabriek een paar keer van eigenaar. Kennelijk zagen enkele ondernemers nog brood in de oude fabriek. Nog in 1924 werd het zogenaamde Hollandergebouw uitgebreid en werden drie maalstenen vervangen door een defibreur. In 1925 werden de opstallen verkocht aan de heren Jan Nienoord uit Beilen (de oud-directeur van de fabriek) en Wollerich uit Veendam. Deze verkochten de voormalige fabriek vervolgens aan Elso Free junior uit Gieten. Nog hetzelfde jaar werden de terreinen van de fabriek verkocht aan scheepsbouwer J.A. de Boer uit Oude Pekela. Deze verkocht nog datzelfde jaar het perceel weer door aan de molenaar J. Vissinga uit Oude Pekela. Ten slotte werd in 1927 een gedeelte van het voormalig fabrieksterrein verkocht aan Arent Albert Waarheid uit Nieuwe Pekela die hierop een cement- en betonindustriezaak stichtte.
De strokartonfabriek "Wilhelmina" is geheel verdwenen. Als herinnering aan de plaats waar zij in Oude Pekela heeft gestaan, rest nu nog de (gedempte) Wilhelminawijk.

## De directeuren van de "Wilhelmina"
- 1896-1907 Willem Jan Pott
- 1907-1921 Albert Vloo
- 1921-1923 J. Drenth